# 神保格
神保 格（じんぼう かく、1883年（明治16年）4月18日 - 1965年（昭和40年）12月6日）は、日本の言語学者。

## 経歴
1883年 、神保長致の三男として東京に生まれる。1894年、高等師範学校附属小学校（現・筑波大学附属小学校）を卒業。1901年、高等師範学校附属中学校（現・筑波大学附属中学校・高等学校）を卒業。1908年、東京帝国大学言語学科を卒業。
卒業後は東京高等師範学校教授となる。その後、東京文理科大学教授に着任。1945年に同校を定年退官し、東洋大学教授となった。学界では、第3代日本音声学会会長をつとめた。

## 研究内容・業績
日本語の音声学の基礎を作り、標準語の普及に努めた。

## 栄典
- 1945年（昭和20年）10月30日 - 正三位[5]

## 家族・親族
- 父：神保長致は数学者。
- 兄：神保小虎は地質鉱物学者。
- 孫：神保道夫は数学者。

## 著書

### 単著
- 『セレクトリーヂングス』 1巻、晩成処、1917年10月。全国書誌番号:21834160。
- 『セレクトリーヂングス』 2巻、晩成処、1917年10月。全国書誌番号:21834161。
- 『セレクトリーヂングス』 3巻、晩成処、1917年10月。全国書誌番号:21834163。
- 『セレクトリーヂングス』 4巻、晩成処、1917年10月。全国書誌番号:21877275。
- 『セレクトリーヂングス』 5巻、晩成処、1917年10月。全国書誌番号:21834164。
- 『邦人本位 英語の発音』大倉書店、1921年3月。 NCID BN07527874。全国書誌番号:42021443。
- 『言語学概論』岩波書店、1922年11月。 NCID BN05820175。全国書誌番号:43035905。
- 『最新英語音声学』大倉書店、1927年5月。 NCID BN08794810。全国書誌番号:46078092。
- 『国語読本の発音とアクセント』 尋常1学年、厚生閣書店、1930年。 NCID BN09296058。全国書誌番号:44001539 全国書誌番号:71014976。
- 『国語読本の発音とアクセント』 尋常2学年、厚生閣書店、1930年。 NCID BN09296058。全国書誌番号:44058645。
- 『国語読本の発音とアクセント』 尋常3学年、厚生閣書店、1930年。 NCID BN09296058。全国書誌番号:44043296。
- 『国語読本の発音とアクセント』 尋常4学年、厚生閣書店、1930年。 NCID BN09296058。全国書誌番号:44011709。
- 『国語読本の発音とアクセント』 尋常5学年、厚生閣書店、1930年。 NCID BN09296058。全国書誌番号:44011706。
- 『国語読本の発音とアクセント』 尋常6学年、厚生閣書店、1930年。 NCID BN09296058。全国書誌番号:44052662。
- 『話言葉の研究と実際』明治図書、1931年3月。 NCID BN06051699。全国書誌番号:47017344。
- 『小学国語読本朗読法』 巻1-巻12、厚生閣書店、1933年4月-1939年9月。 NCID BN11655233。全国書誌番号:71009761。
- 『言語学概説』明治書院〈国語科学講座 1 言語学〉、1933年8月。 NCID BN11546792。全国書誌番号:46087752。
- 『国語音声学』明治書院〈国語科学講座 2 音声学〉、1933年12月。 NCID BN11549804。全国書誌番号:46087753。
- 『言語心理学』明治書院〈国語科学講座 1 言語学〉、1934年10月。 NCID BN05821440。全国書誌番号:46087752。
- 『国語音声学入門』刀江書院、1936年4月。 NCID BN05822137。全国書誌番号:46053287。
- 『国語音声学綱要』明治図書、1940年6月。 NCID BN07557933。全国書誌番号:46053810。
- 『一般音声学』研究社〈研究社英米文学語学講座 62〉、1940年11月。 NCID BN07094664。全国書誌番号:46051675。
- 『解説音声言語練習資料』明治図書、1941年6月。 NCID BN12821291。全国書誌番号:46035534 全国書誌番号:54012779。
- 『標準語研究』日本放送出版協会〈ラジオ新書 63〉、1941年10月。 NCID BN11260993。全国書誌番号:46024240。
- 『言語学』松尾書店、1955年3月。 NCID BN0684744X。全国書誌番号:55005209。
- 『言語理論講話』刀江書院、1960年3月。 NCID BN0607618X。全国書誌番号:60005218。
- 『言語理論』神保格先生喜寿記念出版後援会、1961年8月。 NCID BN02588259。全国書誌番号:62007828。

### 共著
- 神保格、石黒魯平『英文和訳活法』科学普及会、1920年8月。 NCID BA42711166。全国書誌番号:43011860。
- 神保格、常深千里『国語発音アクセント辞典』厚生閣、1932年11月。 NCID BN01741204。全国書誌番号:47038055。
- 神保格、大西雅雄『国語の標準発音』三省堂、1933年5月。 NCID BN11881447。全国書誌番号:46087532。
- 市河三喜、神保格、楢崎浅太郎『日本語教授法の原理』日本語教育振興会〈日本語教育叢書〉、1943年11月。 NCID BN05623480。全国書誌番号:46024200。

### 共訳
- イエスペルセン 著、市河三喜・神保格 訳『言語 その本質・発達及び起源』岩波書店、1927年7月。 NCID BN00509193。全国書誌番号:52010281。
- L.R.Palmer 著、神保格・渡辺繁興・佐藤誠 訳『現代言語学紹介』泰文堂、1955年3月。 NCID BN04719493。全国書誌番号:55002519。

## 論文
- 「JESPERSENの新著」『英文学研究』第6巻第3号、日本英文学会、1926年11月、464-467頁、doi:10.20759/elsjp.6.3_464、NAID 110008150138。
- 「言語の本質と言語教育」『教育学研究』第4巻第6号、日本教育学会、1935年、653-674頁、doi:10.11555/kyoiku1932.4.653、NAID 130003563193。
- 「ソシュールの言語理論について」『言語研究』第1939巻第1号、日本言語学会、1939年1月、18-38頁、doi:10.11435/gengo1939.1939.18、NAID 130003564743。
- 「Karl Bühlerの言語三機能説」『言語研究』第1940巻第5号、日本言語学会、1940年5月、1-13頁、doi:10.11435/gengo1939.1940.1、NAID 130003564814。
- 「国語教授と国語アクセント」『教育学研究』第9巻第11号、日本教育学会、1941年、1-15頁、doi:10.11555/kyoiku1932.9.1107、NAID 130003424357。
- 「言語における社会慣習」『言語研究』第1954巻第26・27号、日本言語学会、1954年12月、1-15頁、doi:10.11435/gengo1939.1954.26-27_1、NAID 130003424474。
- 「言語における同一性」『文学論藻』第5号、東洋大学文学部日本文学文化学科、1956年10月、1-9頁、doi:10.11501/7926593、NAID 40003398269。